# Канторович, Абрам Григорьевич
Абрам Григорьевич (Гирш-Абелевич) Канторович (Кантарович; 31 января 1908, Минск — после 1981) — советский организатор кинопроизводства.

## Биография
С 1936 по 1937 год — заместитель директора киностудии «Союздетфильм». С 1937 по 1939 год — директор киностудии «Союздетфильм».
C 1939 по 1940 год — директор Киевской киностудии. C 1940 по 1941 год — заместитель начальника Главного управления по производству художественных фильмов Комитета по делам кинематографии при СНК СССР.
25 августа 1941 года был призван в ряды РККА. Служил политруком в звании лейтенанта интендантской службы. Награждён медалью «За оборону Москвы» и медалью «За победу над Германией в Великой Отечественной войне 1941—1945 гг.». Демобилизован 9 февраля 1946 года.
В 1946 году — директор Алма-Атинской киностудии художественных и хроникальных фильмов.